# Ariadne Hernández
Ariadne Hernández Rodríguez (Tepeyahualco, 8 gennaio 1966) è un'atleta paralimpica messicana.

## Biografia
Ariadne Hernández ha partecipato per la prima volta alle Paralimpiadi a Sydney 2000, dove vinse una medaglia d'argento nella gara in carrozzina (categoria T54) dei 5000 metri e due medaglie di bronzo negli 800 metri e nei 15000 metri della medesima categoria. Prese parte anche alla maratona ma senza vincere medaglie. Ha rappresentato il Messico anche alle Paralimpiadi di Atene 2004, senza però ottenere medaglie.

## Palmarès
| Anno | Manifestazione     | Sede   | Evento           | Risultato | Prestazione | Note |
| ---- | ------------------ | ------ | ---------------- | --------- | ----------- | ---- |
| 2000 | Giochi paralimpici | Sydney | 800 m piani T54  | Bronzo    | 1'55"81     |      |
| 2000 | Giochi paralimpici | Sydney | 1500 m piani T54 | Bronzo    | 3'49"24     |      |
| 2000 | Giochi paralimpici | Sydney | 5000 m piani T54 | Argento   | 12'46"65    |      |